# Mongolia la Jocurile Olimpice de vară din 2016
Mongolia a participat la Jocurile Olimpice de vară din 2016 de la Rio de Janeiro în perioada 5 – 21 august 2016, cu o delegație de 43 de sportivi, care a concurat în nouă sporturi. Cu doar două medalii (una de argint și una de bronz), Mongolia s-a aflat pe locul 67 în clasamentul final.

## Participanți
Delegația mongoliană a cuprins 43 de sportivi: 26 de bărbați și 17 femei. Cel mai tânăr atlet din delegația a fost înotătoarea Yesui Bayar (16 ani), cel mai vechi a fost arcașul Gantugs Jantsan (44 de ani).
| Sport        | Masculin | Feminin | Total |
| ------------ | -------- | ------- | ----- |
| Atletism     | 3        | 2       | 5     |
| Box          | 6        | 0       | 6     |
| Haltere      | 1        | 1       | 2     |
| Judo         | 7        | 6       | 1     |
| Lupte        | 6        | 4       | 10    |
| Natație      | 1        | 1       | 2     |
| Taekwondo    | 1        | 0       | 1     |
| Tir          | 0        | 3       | 3     |
| Tir cu arcul | 1        | 0       | 1     |
| Total        | 26       | 17      | 43    |

## Medaliați
| Medalie | Nume                       | Sport | Probă          | Dată      |
| ------- | -------------------------- | ----- | -------------- | --------- |
| Argint  | Dorjsürengiin Sumiyaa      | Judo  | 57 kg feminin  | 8 august  |
| Bronz   | Dorjnyambuugiin Otgondalai | Box   | 60 kg masculin | 14 august |